# تيتسويا ناكانيشي
تيتسويا ناكانيشي (باليابانية: 中西 哲也) (23 أغسطس 1988 في كاناغاوا في اليابان – )؛ هو لاعب كرة قدم سابق كان يلعب كلاعب وسط.

## وصلات خارجية
- تيتسويا ناكانيشي على موقع رابطة كرة القدم اليابانية للمحترفين (اليابانية)